# Eytan Fox
Eytan Fox 1964. augusztus 21. –) izraeli filmrendező. New Yorkban született, családja kétéves korában költözött Izraelbe. Homoszexualitását nyíltan vállalja. Jelenleg Valbonne-ban él.

## Filmjei
- 1990 After
- 1994 Shirat Ha'Sirena
- 1997 Florentine
- 1997 Ba'al Ba'al Lev
- 2000 Yossi & Jagger (Yossi és Jagger)
- 2004 Walk on Water (A vízenjáró)
- 2006 Ha-Buah

## Külső hivatkozások
- Eytan Fox az Internet Movie Database oldalon (angolul)
- Eytan Fox a PORT.hu-n (magyarul)